# Ліондор
Ліондор (фр. lion d'or — золотий лев) — французька золота монета, золотий деньє, як її іноді називали, випущена королем Франції Філіпом VI (1328—1350) в 1338 році майже з чистого золота вагою 4,9 г 1 ліондор = 25 су турських. На аверсі — король зі скіпетром і левом, на реверсі — хрест з чотирма коронами.
Після революції в Бельгії в 1790 році був випущений ліондор вагою в 8,278 г (7,588 г золота). На аверсі — бельгійський лев, на реверсі — герби 11 провінцій навколо зображення сонця.

## Джерело
- 3варич В. В. Нумізматичний словник. — Львів: «Вища школа», 1978, 338 с.